# 2013年南韓網路攻擊
2013年南韓網路攻擊（韓語：3·20 전산 대란，南韓方面稱為3·20電算大亂）為南韓於2013年3月20日所發生的網路攻擊事件。
2013年3月20日，三間南韓電視臺和一間銀行的電腦終端機，疑似因為網路攻擊行動遭到癱瘓。自動提款機和行動裝置付費機制也遭到此次攻擊所影響。南韓通訊監察單位已經因此次攻擊事件提高警戒等級至3級（最高為5級）。北韓曾因為在2009年與2011年發動類似的攻擊而遭譴責，因此此次攻擊也被懷疑由北韓所引發。南韓官方調閱事發相關的中國IP位址，更加提升北韓發起此事件的嫌疑程度；而且「（南韓的）情報專家認為，北韓經常使用中國的IP位址，隱藏他們的攻擊行為。」
與該次攻擊有關的惡意軟體，在電腦資訊界中稱為「DarkSeoul」，於2012年首次發現。韓國金融服務委員會表示，新韓銀行報告他們的金融服務暫時被阻擋，而且濟州銀行與韓國農業協會也報告他們的分行運作因病毒感染且將檔案抹除，而受到癱瘓。友利銀行也報告出現駭客攻擊，但宣稱他們沒有遭受任何損失。多家公司的電腦也受到此次攻擊而關機，包含韓國放送公社、文化廣播與YTN。
南韓政府宣稱此次3月的網路攻擊與平壤有關，但被平壤否認。一位50歲的南韓人金先生被懷疑涉及此次的攻擊。